# Hans Aust

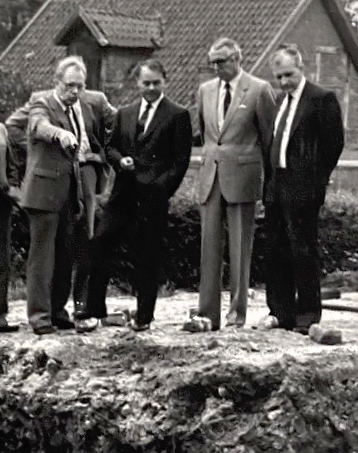
Hans Aust (links) bei Besichtigung der Ausgrabungen der Burg Bederkesa mit Ministerpräsident Albrecht, Oberkreisdirektor Prieß, Regierungspräsident Becker, 1981

Hans Aust (* 27. Januar 1926 in Dornbusch; † 5. Oktober 1984 in  Bederkesa) war ein deutscher Lehrer und prähistorischer Archäologe. Seit 1966 war er als Kreisarchäologe des Landkreises Cuxhaven tätig.

## Leben
Hans Aust besuchte von 1932 bis 1936 die Volksschule in Dornbusch. Schon als Schüler kam er mit Archäologie in Berührung, als er in seiner Heimatregion Großsteingräber und Hügelgräber kartierte. 1936 zog er mit seiner Familie nach Lehe, wo er die Oberrealschule, die nachmalige Lessingschule (Bremerhaven), besuchte. 1943 legte er das Kriegsabitur ab und wurde zunächst zum Arbeitsdienst und danach zum Wehrdienst als Flugzeugführer eingezogen. Nach kurzer Kriegsgefangenschaft besuchte er erneut die Schule in Lehe und legte dort das Abitur ab. 1946 und 1947 machte er in Bremerhaven eine Ausbildung zum Volksschullehrer und unterrichtete anschließend in Bremerhaven, Langen und Dorum. Neben seinem Lehrerberuf war er als ehrenamtlicher Bodendenkmalpfleger tätig, nachdem ihn der Cuxhavener Heimatforscher Karl Waller in die praktische Denkmalpflege eingeführt hatte und ihm 1952 die Betreuung des Landkreises Wesermünde überließ. Von 1954 bis 1957 wurde Hans Aust an der Pädagogischen Hochschule Oldenburg zum Mittelschullehrer ausgebildet. Seine Prüfungsarbeit hatte die Urgeschichte des südlichen Hohen Lieths zum Inhalt. Nach dem Studium war er bis 1965 als Lehrer in Bederkesa tätig.
Erste praktische archäologische Erfahrungen sammelte Hans Aust 1949 bei der Ausgrabung des Grabhügels bei Debstedt. 1953 folgte die Ausgrabung einer kaiserzeitlichen Siedlung bei Holßel. Ab 1952 arbeitete er mit dem Niedersächsischen Landesinstitut für Marschen- und Wurtforschung zusammen und begleitete das Projekt der Feddersen Wierde durch die Suche nach einer für eine Grabung geeigneten Wurt. Außerdem unterstützte er das Landesinstitut bei diesem Forschungsprojekt bei der Öffentlichkeitsarbeit durch Führungen und das Verfassen von Zeitungsartikeln, ebenso bei der Untersuchung der Siedlungskammer Flögeln.
1966 wechselte er den Beruf und ging zum Landkreis Cuxhaven als Archäologe. Damit war er der erste Kreisarchäologe in der Bundesrepublik. Später führte er den Titel Archäologiedirektor. Die Anstellung war mit der Auflage verbunden, die Fächer Ur- und Frühgeschichte als Hauptfach und  Volkskunde und mittlere sowie neue Geschichte in den Nebenfächern zu studieren und zu promovieren. Daraufhin begann Hans Aust im Alter von 40 Jahren ein drittes Studium. 1972 schloss er es unter Hans Jürgen Eggers an der Universität Hamburg mit einer Arbeit zur Vor- und Frühgeschichte im Landkreis Wesermünde ab, in dem er ab 1961 die archäologische Landesaufnahme durchgeführt hatte. In seine Promotionsarbeit flossen Bodenfunde und Denkmale im Gelände sowie Notgrabungen, Fundbergungen und Fundgegenstände aus Museen und Sammlungen ein.
Nach der Restaurierung der Burg Bederkesa bezog Hans Aust 1982 mit der archäologischen Denkmalpflege des Landkreises Cuxhaven die Anlage.
Dort war er auch Leiter des Museums Burg Bederkesa, deren Bestand er durch seine Forschungen aufgebaut hatte. Er verstarb während des 35. Symposiums der Arbeitsgemeinschaft für Sachsenforschung 1984 in Bederkesa, an dessen Organisation er beteiligt war.

## Veröffentlichungen
- mit Fritz von Osterhausen: Burg Bederkesa. Über das Schicksal eines Bauwerks, 1976
- Die Vor- und Frühgeschichte des Landkreises Cuxhaven. Altkreis Wesermünde, Hamburg, 1982 (Dissertation)
- Die Samtgemeinde Beverstedt in Gegenwart u. Vergangenheit, Bremerhaven, 1983